# Kossuth megye
Az Amerikai Egyesült Államokban, Iowa államban található Kossuth megye, melyet Kossuth Lajosról neveztek el. A szabadságharcosnak szobra is áll a megye székhelyén, Algonában, a megyegyűlés épülete előtt. Lakosainak száma 14 828 fő (2020. április 1.).

## Földrajza
Az U.S. Census Bureau szerint a megyének 974 négyzetmérföld a teljes területe (2524 km²), melyből, 973 négyzetmérföld (2520 km²) föld és 1 négyzetmérföld (4 km²) (ami a teljes terület 0,14 százaléka) víz. Ez Iowa legnagyobb területű megyéje.

### Jelentős országutak
- U.S. Highway 18
- U.S. Highway 169
- Iowa Highway 9
- Iowa Highway 15
- Iowa Highway 17

### Szomszédos megyék
- Martin megye & Faribault megye (észak felől)
- Winnebago megye (északkelet felől)
- Hancock megye (délkelet felől)
- Humboldt megye (dél felől)
- Palo Alto megye (délnyugat felől)
- Emmet megye (északnyugat felől)

## Történelme
Kossuth megyét 1851. január 15-én alapították. Kossuth Lajosról nevezték el, aki az 1850-es évek elején az Amerikai Egyesült Államokban az egyik legnépszerűbb európai politikus volt. 1857-ben a megyéhez csatolták a tőle északra fekvő Bancroft megyét.

## Népesség
A település népessége az elmúlt években az alábbi módon változott:
| Lakosok száma | 15 514 | 15 367 | 15 352 | 15 321 | 15 165 | 14 828 |
|               | 2010   | 2011   | 2012   | 2013   | 2015   | 2020   |

### Városai
| - Algona - Bancroft - Burt - Fenton | - Lakota - Ledyard - Lone Rock - Lu Verne | - Swea City - Titonka - Wesley - West Bend | - Whittemore |